# Paolino Taddei
Paolino Taddei (Poggio a Caiano, 22 gennaio 1860 – Pistoia, 15 ottobre 1925) è stato un politico italiano, l'ultimo Ministro dell'interno prima della Marcia su Roma nel Governo Facta II.

## Biografia
Nacque il 22 gennaio 1860 a Poggio a Caiano.
Nel 1920 fu nominato Senatore del Regno d'Italia, con il gruppo parlamentare Unione democratica, carica che mantenne fino al 1925, anno della sua morte.
Fu Ministro dell'interno nel Governo Facta II, ultimo governo prima dell'avvento del fascismo.
Morì a Pistoia il 15 ottobre 1925.